# Grus monacha

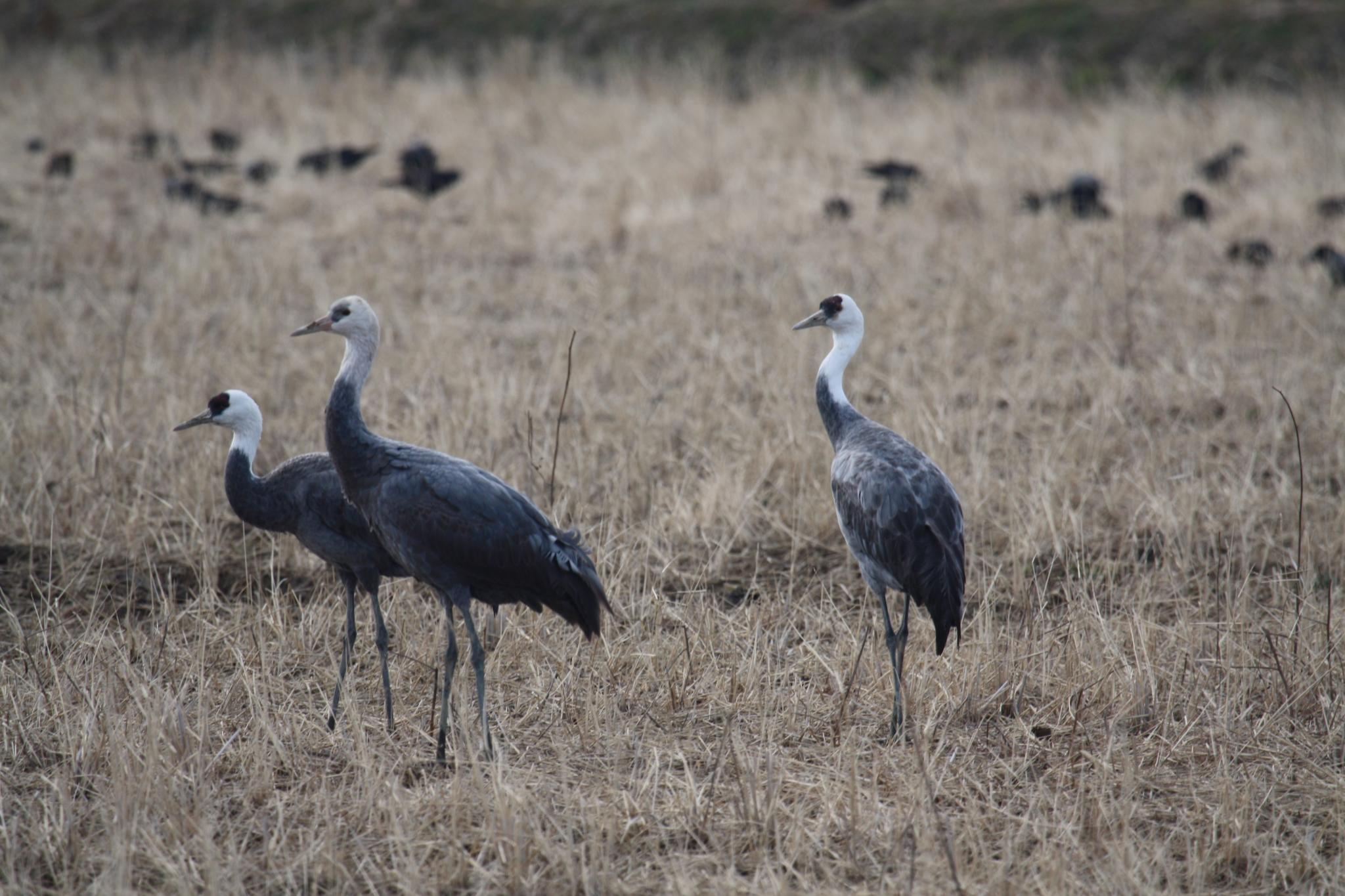
Gru monache nel sito di svernamento giapponese a Kyushu.

La gru monaca (Grus monacha Temminck, 1835) è un uccello della famiglia dei Gruidi originario della Siberia sud-orientale e della Cina settentrionale.

## Descrizione

### Dimensioni
Misura 91-100 cm di lunghezza, per un peso di 3280-4870 g nel maschio e di 3400-3740 g nella femmina; l'apertura alare è di 160-180 cm.

### Aspetto
Di aspetto più tozzo rispetto a quello più elegante di altre gru, la gru monaca ha il corpo di colore grigio ardesia con la testa e la parte superiore del collo bianchi. Le primarie, le secondarie e la coda sono nere e le zampe e i piedi sono quasi neri. La caratteristica più evidente della specie è il vertice nudo, ricoperto di pelle di colore rosso, degli adulti, dal quale sporgono setole nere. Il vertice dei giovani è ricoperto da piume bianche e nere per tutto il loro primo anno di vita.

## Biologia
Dopo aver raggiunto la maturità sessuale a tre o quattro anni di età, le gru monache si spostano verso i loro terreni di nidificazione in coppie o piccoli stormi tra aprile e maggio. Qui, si esibiscono in una parata di corteggiamento tirando indietro la testa e sollevando verticalmente il becco. Sono i maschi a dare inizio alle parate, con le ali sollevate sul dorso. Maschi e femmine emettono richiami all'unisono per un po' di tempo, con i primi che gridano solo una volta ogni due richiami delle seconde. Più specie di gru eseguono le proprie danze simultaneamente, durante le quali si formano nuove coppie e si rafforzano i vecchi legami coniugali. Le coppie costruiscono quindi un nido fatto di muschio umido, torba, rami e steli e foglie di carice. La femmina depone due uova che vengono covate da entrambi i genitori per 27-30 giorni. Quando non si occupa dell'incubazione, il maschio monta la guardia al nido. I piccoli si alzano in volo dopo 75 giorni e a partire da agosto le gru monache lasciano i terreni di riproduzione in gruppi familiari. In alcune zone la gru monaca può produrre ibridi con la gru cenerina (Grus grus).
La gru monaca si nutre di piante, bacche, insetti, rane, radici, semi ed erba. Durante l'inverno, l'80% della popolazione totale si alimenta presso la stazione di alimentazione speciale di Izumi, in Giappone, dove le gru vengono nutrite con semi di cereali. Come tutte le specie di gru, anche quella monaca è un animale molto attivo e non è difficile vederla «danzare» mentre sbatte le ali, lancia ciuffi d'erba e rametti, salta, corre e si inchina. Oltre a fare parte del corteggiamento, si ritiene che le danze servano a ridurre l'aggressività e ad alleviare la tensione.

## Distribuzione e habitat

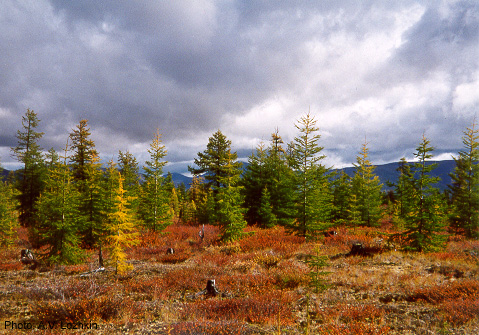
Larici di Dauria nella regione della Kolyma, habitat della specie.

La gru monaca nidifica nelle regioni centro-meridionali e sud-orientali della Siberia, ma si pensa che nidifichi anche nel nord della Mongolia. La specie migra verso i terreni di svernamento in Cina, Corea del Sud e Giappone: oltre l'80% della popolazione sverna a Izumi, nel Giappone meridionale, dove si trova una stazione di alimentazione artificiale finanziata dal governo giapponese. Durante l'inverno, la gru monaca si può incontrare nelle zone umide, comprese le paludi, nelle piane di marea costiere e nei terreni agricoli. In estate, nidifica in remote e boscose torbiere su colline e terrazze fluviali, oppure, in Mongolia, si può trovare nelle vallate fluviali e nelle zone umide e si raduna in gran numero nei campi di frumento durante l'autunno.

## Conservazione
Come molte altre zone umide, le paludi della Corea del Sud e della Cina sono state bonificate per fare spazio alle strutture umane e alla costruzione di dighe. Molte risaie sono state convertite in campi di cotone, habitat di svernamento meno adatti per la gru monaca. In Cina, l'inquinamento delle acque costiere, l'avvelenamento da pesticidi, il disturbo arrecato dall'uomo e la pesca eccessiva costituiscono seri rischi per questa specie, ma la minaccia potenziale più grave è correlata alla stazione di foraggiamento di Izumi, in Giappone. Dal momento che in questa sola area si raduna una tale concentrazione di esemplari, nel caso dell'insorgere di una malattia essa potrebbe potenzialmente interessare fino all'80% della popolazione globale. La specie è minacciata anche dalla caccia, in particolare nei terreni di riproduzione. Inoltre, il numero di esemplari in Mongolia durante l'estate è diminuito negli ultimi anni a causa di incendi, sovrapascolo e siccità.
Nei siti chiave di questa specie si trovano molte aree protette, come le riserve integrali di Mongol Daguur e Numrug in Mongolia, ma le più importanti per la sopravvivenza della specie sono il parco nazionale del Bikin in Russia e l'area ecologica della baia di Suncheon in Corea del Sud. Inoltre, la specie figura sul Libro rosso delle specie minacciate della Mongolia come specie rara, e pertanto in questo paese è vietato darle la caccia. Dall'inizio degli anni '50, il governo del Giappone sta stanziando dei fondi per alimentare le gru a Izumi. All'inizio qui si radunavano diverse centinaia di gru monache, ma oggi il loro numero ha raggiunto le 8000 unità. È stato proposto di cercare di estendere la zona di svernamento a tutto il Giappone, riducendo così il rischio che l'intera popolazione vada perduta a causa di una malattia. Sarebbe anche importante cercare di ridurre le minacce insorte dalla costruzione della diga delle Tre Gole lungo lo Yangtze in Cina. Questa ha causato cambiamenti nella portata delle acque che alterano il terreno circostante e impediscono la deposizione delle uova ai pesci migratori. In Corea del Sud, nel 1996, è stata scoperta una nuova popolazione svernante e da allora l'area è stata protetta come Riserva Naturale Speciale.